# Colegio Ward Handball
Colegio Ward es un equipo argentino de balonmano de índole institucional colegial de balonmano que milita la Liga de Honor Caballeros "LHC" en Femebal.

## Ubicación
Se encuentra situado en la localidad de Morón, en la calle Héctor Coucheiro 599, Villa Sarmiento. Es un colegio privado, mixto, religioso (evangélico), con enseñanza de inglés bilingüe. Brinda educación en los 3 niveles: jardín, primaria y secundaria. También, ofrece Bachillerato de Adultos y Perfeccionamiento Docente.

## Historia
Fue fundado en el año 1913, por obra del filántropo George Ward, un comerciante de Nueva York que, de visita en Buenos Aires, se inclinó hacia la idea de patrocinar la fundación de un colegio en la Argentina. Actualmente, cuenta con amplias instalaciones, parques y campus. Se compone del Aden Center (Biblioteca Holmes y Sala de Exalumnos), Aden Center (Capilla McWilliams), Casa Madero, Edificio Bauman, Edificio Merner, Edificio Oldham, Edificio Pfeiffer, Edificio Williams, Escuela de Deportes y natatorio, música, pista de atletismo, salón comedor, salón Guido Festa, salón Raúl Cardoso.
Con el auspicio de la Junta de Misiones Extranjeras de la Iglesia Metodista Episcopal y el apoyo de la Iglesia Metodista local, a la que luego se agregaría la Iglesia de los Discípulos de Cristo, se oficializó la fundación de esta escuela cristiana. Bajo el nombre de “Colegio Ward de Comercio y Finanzas”, se enfatizó la enseñanza del idioma inglés adoptándose para su enseñanza los métodos educativos americanos. Sensible a las necesidades de la comunidad, creó hace ya más de 35 años la Escuela Especial. Sus alumnos comparten actividades y diversos espacios con la escuela común, propiciando así una integración natural y dinámica. La Escuela Especial del Colegio Ward está reconocida por la Dirección Provincial de Educación de Gestión Privada y por la Superintendencia de Servicios de Salud, obteniendo la máxima categoría en instituciones educativas  (Categoría A) con la modalidad de Educación General Básica con Integración y Formación Laboral, para alumnos con discapacidad intelectual.

## Títulos y podios

### Torneos obtenidos
El Colegio Ward Cuenta con 14 títulos oficiales, 12 a nivel metropolitano y 2 a nivel nacional:
-Liga Femebal: Supercopa 2004, Apertura 2005, Metropolitano 2005, Apertura 2011, Clausura 2011, Apertura 2013, Clausura 2015, Clausura 2022
-Súper 4: 2006, 2013, 2015, 2022
-Torneo Nacional: 2013, 2023

### Temporadas recientes
| Temporada     | Femebal | Femebal      | Nacional de Clubes |
| Temporada     | Liga    | Súper 4      | Nacional de Clubes |
| ------------- | ------- | ------------ | ------------------ |
| Apertura 2005 | 1º      |              |                    |
| Clausura 2005 | 2º      | 2º           | 2º                 |
| Apertura 2006 | 2º      |              |                    |
| Clausura 2006 | 6°      | 1º           | 2º                 |
| Apertura 2007 | 6°      |              |                    |
| Clausura 2007 | 5°      | 5°           | 2º                 |
| Apertura 2008 | 6°      |              |                    |
| Clausura 2008 | 9°      | NO CLASIFICO | NO CLASIFICO       |
| Apertura 2009 | 5°      |              |                    |
| Clausura 2009 | 9°      | NO CLASIFICO | NO CLASIFICO       |
| Apertura 2010 | 7°      |              |                    |
| Clausura 2010 | 2º      | 5°           | NO CLASIFICO       |
| Apertura 2011 | 1º      |              |                    |
| Clausura 2011 | 1º      | 2º           | NO CLASIFICO       |
| Apertura 2012 | 2º      |              |                    |
| Clausura 2012 | 9°      | NO CLASIFICO | 3º                 |
| Apertura 2013 | 1º      |              |                    |
| Clausura 2013 | 3º      | 1º           | 1º                 |
| Apertura 2014 | 5°      |              |                    |
| Clausura 2014 | 3º      | 2º           | 4°                 |
| Apertura 2015 | 3º      |              |                    |
| Clausura 2015 | 1°      | 1º           | NO CLASIFICO       |
| Apertura 2016 | 4º      |              |                    |
| Clausura 2016 | 9°      | NO CLASIFICO | 3º                 |
| Apertura 2017 | 2º      |              |                    |
| Clausura 2017 | 8°      | NO CLASIFICO | NO CLASIFICO       |
| Apertura 2018 | 5º      |              |                    |
| Clausura 2018 | 3º      | 5°           | NO CLASIFICO       |
| Apertura 2019 | 5º      |              |                    |
| Clausura 2019 | 8°      | NO CLASIFICO | NO CLASIFICO       |
| Clausura 2021 | 11°     | NO CLASIFICO | NO CLASIFICO       |
| Apertura 2022 | 6º      |              |                    |
| Clausura 2022 | 1º      | 1º           | NO CLASIFICO       |
| Apertura 2023 | 5º      |              |                    |
| Clausura 2023 | 5º      | 5º           | 1º                 |
| Apertura 2024 | 4º      |              |                    |
| Clausura 2024 | 7º      | 8º           | 2º                 |
| Apertura 2025 |         |              |                    |

## Jugadores

### Plantilla 2025
| Nº | Nombre               | Posición          |
| -- | -------------------- | ----------------- |
| 1  | Agustín Lanzotti     | Portero           |
| 2  | Juan Pares           | Lateral derecho   |
| 5  | Alejo Smalc          | Pivote            |
| 8  | Ian Valentín Cardozo | Central           |
| 10 | Ramiro Benacedo      | Lateral izquierdo |
| 12 | Teseo Sánchez        | Portero           |
| 16 | Ignacio Abal         | Portero           |
| 19 | Bautista Agüero      | Extremo izquierdo |
| 20 | Flavio Ferrantelli   | Lateral derecho   |
| 23 | Ignacio Bennardo     | Central           |
| 27 | Nicolás Ortman       | Lateral izquierdo |
| 33 | Tomás Garay          | Extremo izquierdo |
| 36 | Sebastían Lara       | Extremo derecho   |
| 70 | Federico Costa       | Lateral izquierdo |
| 71 | Gianfranco Lavagna   | Pivote            |
| 75 | Federico Sinso       | Lateral derecho   |
| 80 | Tomás Ledesma        | Pivote            |

### Jugadores mundialistas
Hasta el momento, son 4 los jugadores de Ward convocados para disputar un Campeonato Mundial de Balonmano Masculino (en mayores) mientras jugaban en el club. 
| N.º | Jugador             | Selección | Mundial                        |
| --- | ------------------- | --------- | ------------------------------ |
| 1   | Pablo Vainstein     | Argentina | España 2013                    |
| 2   | Pablo Portela       | Argentina | Francia 2017                   |
| 3   | Pedro Martínez Camí | Argentina | Polonia/Suecia 2023            |
| 4   | Ramiro Benacedo     | Argentina | Dinamarca/Noruega/Croacia 2025 |